# Златарски, етнографски и исторически музей (Невеска)
Златарският, етнографски и исторически музей (на гръцки: Μουσείο Αργυροχρυσοχοΐας, Λαογραφίας και Ιστορίας) е музей в село Невеска (Нимфео), Гърция.

## История
Невеска е влашка паланка, разположена високо във Вич, на 53 km южно от Лерин и днес е популярен курорт. Музеят отваря врати на 10 септември 2000 година, като е открит от президента на страната Константинос Стефанопулос. Настанен е в нова триетажна сграда, построена в 1969 година в традиционен стил в центъра на селото и известна като Къщата на златарите. Сградата е украсена със стари стенописи от други къщи в паланката и има автентични мебели и домашни уреди на невесчена къща от XIX век. Музеят излага рядки златарски инструменти и колекция от златарски произведения - мъжки и женски бижута, църковна утвар, катарами, колани, кутии за енфие и домашни уреди. Също така са изложени автентични женски народни носии, както и фотографии и други артефакти от така наречената Македонска борба, включително писма на гръцки андарти като Павлос Мелас, Евтимиос Каудис, митрополит Германос Каравангелис, Георгиос Катехакис, генерал Анастасиос Папулас и невесчанина Николаос Мердзос.
- Сградата отвън
- Интериорът
- Интериорът